# Carta 08

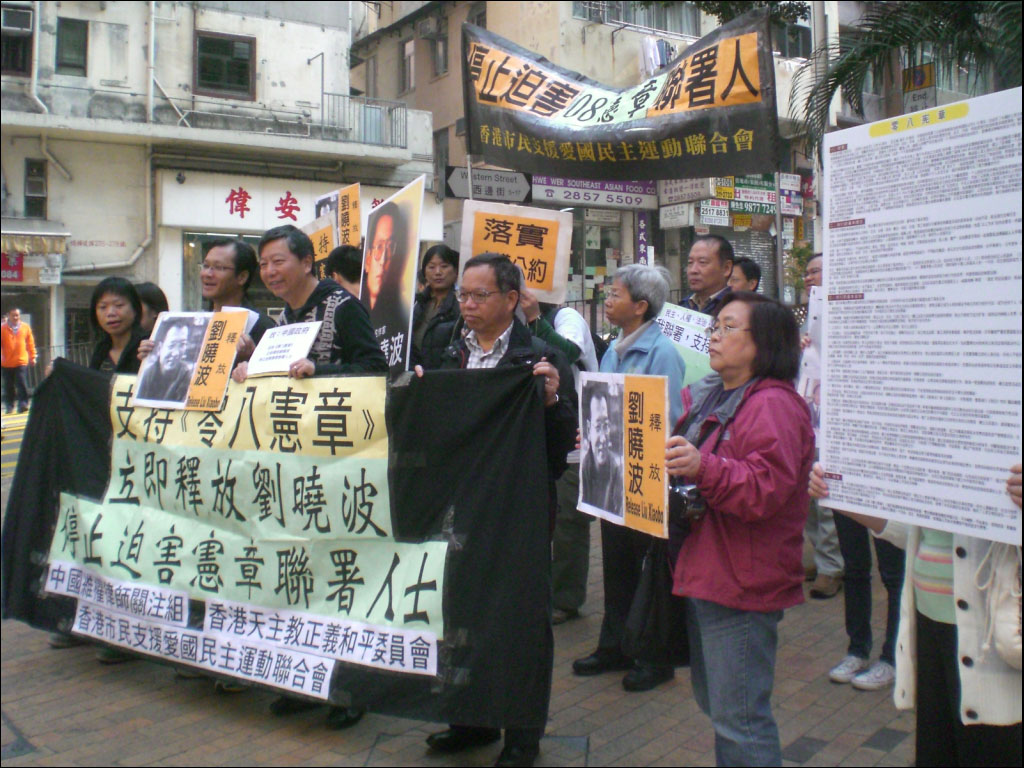
Protest la Hongkong împotriva arestării lui Liu Xiaobo.

Carta 08 este un manifest politic, în stilul Cartei 77 din Cehoslovacia, pentru democrație și drepturile omului în China, semnat inițial de 303 intelectuali chinezi. Până în decembrie 2009, peste 10.000 de persoane semnaseră apelul.
A fost publicat pe data de 10 decembrie 2009, cu ocazia celei de a 60-a aniversări a Declarației universale a drepturilor omului.
Pe data de 25 decembrie 2009, unul dintre inițiatorii Cartei 08, Liu Xiaobo, a fost condamnat la 11 ani închisoare și doi ani de privare a drepturilor politice pentru „incitare la subversiune a puterii de stat”.

## Cerințele Cartei 08
1. O nouă constituție
2. Împărțirea puterii de stat
3. Democrație legislativă
4. Independența justiției
5. Controlul public al funcționarilor publici
6. Respectarea drepturilor omului
7. Alegerea membrilor guvernului
8. Egalitate între orașe și sate
9. Dreptul la întrunire
10. Dreptul la libera exprimare
11. Libertatea religiei
12. Introducerea educației civice
13. Respectarea proprietății private
14. Reformă financiară și fiscală
15. Asigurare socială
16. Protecția mediului înconjurător
17. Republică federativă
18. Comisie a adevărului[3]